# Luchthaven N'djili

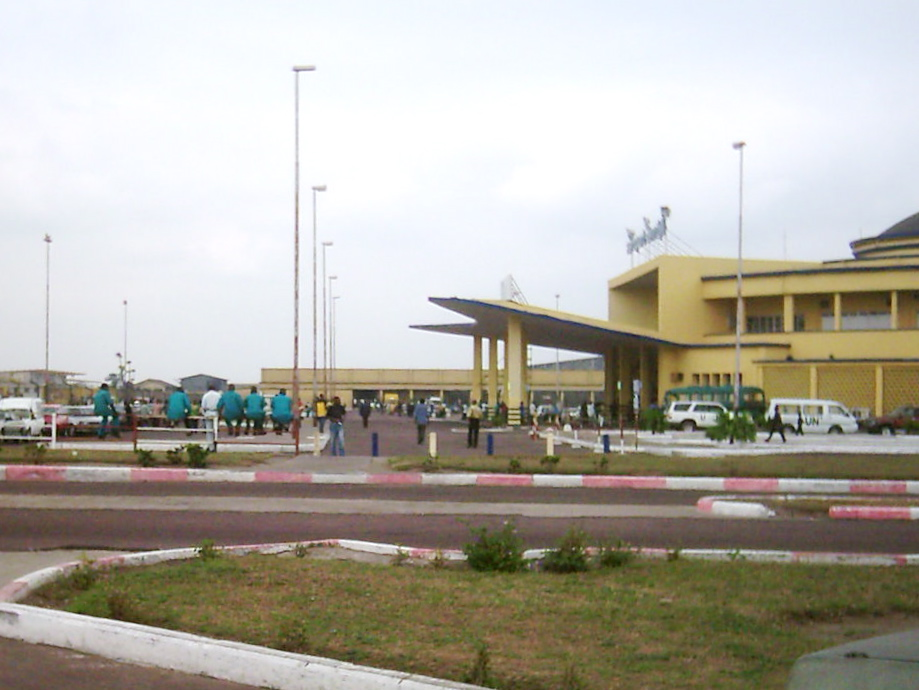

De Luchthaven N'djili (IATA: FIH, ICAO: FZAA), ook bekend als Internationale Luchthaven N'djili en Internationale Luchthaven Kinshasa (Frans: Aéroport de N'djili), is het luchthaven van Kinshasa, de hoofdstad van de Democratische Republiek Congo. De luchthaven ligt aan de zuidelijke oever van de Pool Malebo op het grondgebied van de gemeente Nsele, zo'n vijftien kilometer ten oosten van het stadscentrum van Kinshasa. De luchthaven is vernoemd naar de nabijgelegen rivier, de Ndjili. Het is de grootste van de vier internationale luchthavens van het land en een hub voor de nationale luchtvaartmaatschappij Congo Airways evenals voor de Compagnie Africaine d'Aviation.
In 2014 bediende de luchthaven 773.338 passagiers.

## Geschiedenis
De luchthaven werd ingehuldigd in 1953 en werd voornamelijk gebruikt als secundaire hub voor SABENA tot 1960, toen de Democratische Republiek Congo onafhankelijk werd en vervolgens een belangrijke hub werd voor Air Congo. 
De luchthaven werd tot in de jaren 2000 voornamelijk gefinancierd via Belgische fondsen. Ook was de luchthaven tot 1997 een "Emergency landing site" voor NASA-spaceshuttles.
In 1998 was de luchthaven van N'Djili het toneel van een van de beslissende veldslagen van de Tweede Congolese Burgeroorlog. Rebellen die oprukten naar Kinshasa infiltreerden in de perimeter van de luchthaven, maar werden teruggeslagen door Zimbabwaanse troepen en vliegtuigen die arriveerden om de regering van Laurent Kabila te ondersteunen.
In juni 2015 werd een nieuwe internationale terminal geopend die een miljoen passagiers per jaar kan bedienen. In de afgelopen jaren zijn enkele geautomatiseerde upgrades van de aankomsthal doorgevoerd, hoewel corruptie een probleem blijft.

## Bereikbaarheid

### Wegverkeer
De luchthaven is direct met het stadscentrum verbonden langs de Boulevard Lumumba.

### Trein
De luchthaven van Kinshasa is bereikbaar via het Centrale Treinstation van Kinshasa.

## Ongevallen en incidenten
- Op 18 augustus 1968 werd een Douglas DC-3 vernietigd door een brand.
- Op 28 augustus 1984 crashte een Vickers Viscount vlak na het opstijgen.
- Op 15 april 1997 werd een Douglas DC-3 gekaapt door 8 tot 11 kapers.
- Op 4 oktober 2007 crashte een vliegtuig van Africa One met bestemming Tshikapa stortte neer kort na het opstijgen.
- Op 2 januari 2010 werd een vliegtuig van Compagnie Africaine d'Aviation bij het vertrek.
- Op 21 juli 2010 barstte een band van een vliegtuig van Hewa Bora Airways tijdens het opstijgen. Alle 110 inzittenden waren ongedeerd.
- Op 4 april 2011 stortte een Bombardier CRJ-100ER van Georgian Airways (4L-GAE) bij N'djili Airport neer. Het kwam uit Kisangani en vloog voor de MONUSCO VN-missie. Onder zeer slechte weersomstandigheden braken de piloten de landing af, toen het toestel op ruim 120 meter boven de grond werd getroffen door windschering waardoor het plotseling naar beneden dook en neerstortte. Het vliegtuig brak in stukken brak en belandde op de kop. Van de 33 inzittenden overleefde 1 passagier de crash.[1]

## Luchtvaartmaatschappijen en bestemmingen

### Europa
- België
  - Brussel - Brussels Airport - Brussels Airlines
- Frankrijk
  - Parijs - Luchthaven Parijs-Charles de Gaulle - Air France
- Turkije
  - Istanboel - Luchthaven Istanbul Atatürk - Turkish Airlines

### Afrika
- Benin
  - Cotonou - Luchthaven Cadjehoun - Westair Benin
- Congo-Brazzaville
  - Brazzaville - Luchthaven Maya-Maya - Asky
  - Pointe-Noire - Luchthaven Pointe-Noire - Westair Benin
- Congo-Kinshasa
  - Boende - Luchthaven Boende - Compagnie Africaine d'Aviation
  - Gemena - Luchthaven Gemena - Compagnie Africaine d'Aviation
  - Goma - Luchthaven Goma Internationaal - Congo Airways, Compagnie Africaine d'Aviation, Stellar Airways
  - Kananga - Luchthaven Kananga - Compagnie Africaine d'Aviation, Stellar Airways
  - Kisangani - Luchthaven Bangoka Internationaal - Congo Airways, Compagnie Africaine d'Aviation ,Stellar Airways
  - Lodja - Luchthaven Lodja - Compagnie Africaine d'Aviation
  - Lubumbashi - Luchthaven Lubumbashi Internationaal - Congo Airways, Compagnie Africaine d'Aviation, Congo Express,Stellar Airways
  - Mbandaka - Luchthaven Mbandaka - Congo Airways
  - Mbuji-Mayi - Luchthaven Mbuji-Mayi - Compagnie Africaine d'Aviation, Korongo Airlines, Stellar Airways
  - Tshikapa- Luchthaven Tshikapa - Compagnie Africaine d'Aviation
- Ethiopië
  - Addis Abeba - Luchthaven Bole Internationaal - Ethiopian Airlines
- Ivoorkust
  - Abidjan - Luchthaven Port Bouet - Air Côte d'Ivoire
- Kameroen
  - Douala - Luchthaven Douala Internationaal - Air Côte d'Ivoire, Arik Air, ASKY Airlines, Camair-co
- Kenia
  - Nairobi - Jomo Kenyatta International Airport - Kenya Airways
- Marokko
  - Casablanca - Internationale luchthaven Mohammed V - Royal Air Maroc
- Nigeria
  - Lagos - Murtala Muhammed International Airport - Arik Air, ASKY Airlines
- Togo
  - Lomé - Lomé–Tokoin Airport - ASKY Airlines
- Zuid-Afrika
  - Johannesburg - OR Tambo International Airport - South African Airways